# Woodlawn Cemetery (Bronx)
Woodlawn Cemetery is een Amerikaanse begraafplaats in de New Yorkse wijk The Bronx en een van de grootste begraafplaatsen van New York. De begraafplaats is zo'n 160 hectare groot en er liggen meer dan 300.000 mensen begraven. Er staat een monument ter ere van de scheepsramp met de Titanic (Annie Bliss Titanic Victims Memorial). In 2011 werd Woodlawn Cemetery aangeduid als National Historic Landmark.

## Beroemde personen hier begraven
- Irving Berlin (1888-1989), Amerikaans componist en liedjesschrijver
- Herbert Brenon (1880-1958), Iers filmregisseur
- Miles Davis (1926-1991), Amerikaans jazzmuzikant en -componist
- Duke Ellington (1899-1974), Amerikaans jazzpianist, orkestleider en componist
- David Farragut (1801-1870), Amerikaans admiraal
- Geraldine Fitzgerald (1913-2005), Iers-Amerikaans filmactrice
- Jay Gould (1836-1892), Amerikaans spoorwegmagnaat
- Charles Evans Hughes (1862-1948), Amerikaans jurist en staatsman
- Fiorello La Guardia (1882-1947), burgemeester van New York
- Martha Mansfield (1899-1923), Amerikaans actrice
- Herman Melville (1819-1891), Amerikaans schrijver
- Thomas Nast (1840-1902), Amerikaans cartoonist
- Joseph Pulitzer (1847-1911), Oostenrijks-Hongaars-Amerikaans uitgever
- Clark Terry (1920 - 2015), Amerikaans jazztrompettist
- Gertrude Vanderbilt Whitney (1875-1942), Amerikaans beeldhouwster en society-dame
- Nellie Bly (1864-1922), Amerikaans onderzoeksjournaliste